# Институт фундаментальных наук

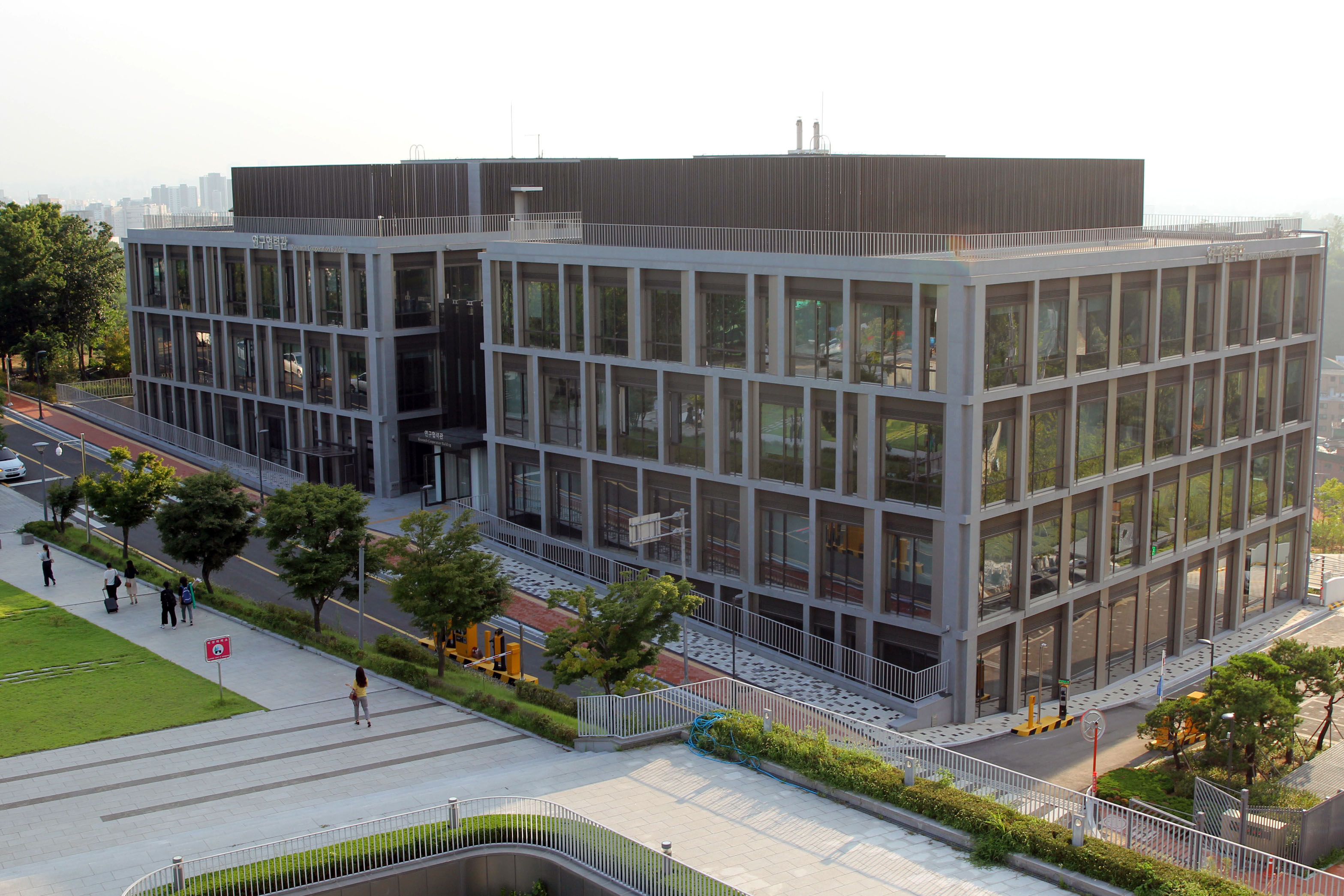
IBS Center for Quantum Nanoscience.

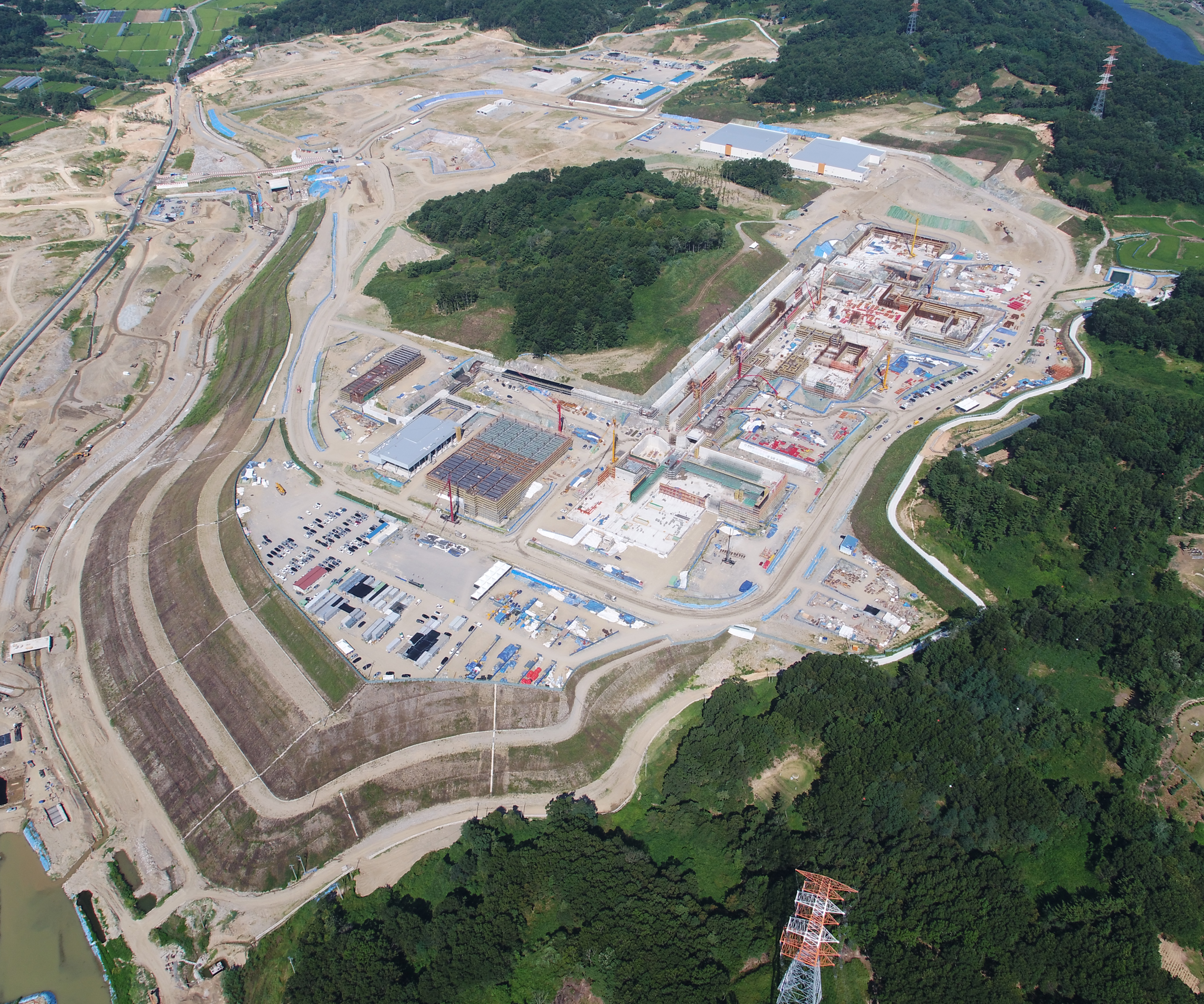
Строительство комплекса RAON.

Институт фундаментальных наук (англ. Institute for Basic Science, IBS, кор. 기초과학연구원) — государственная организация для проведения фундаментальных исследований в городе Тэджон, Южная Корея. Организован в ноябре 2011 года объединением нескольких десятков исследовательских лабораторий. Организационно лаборатории сгруппированы в Headquaters, Campus, Extramural и центр по исследованию редких изотопов RISP на базе строящегося ускорительного комплекса RAON.
В январе 2018 года Институт получил собственный кампус на площадке, построенной к выставке Taejŏn Expo '93.
В декабре 2018 в центре по изучению физики климата IBS был запущен суперкомпьютер Cray XC50 Aleph производительностью 1,44 пфлопс.